# تهيئة القرص

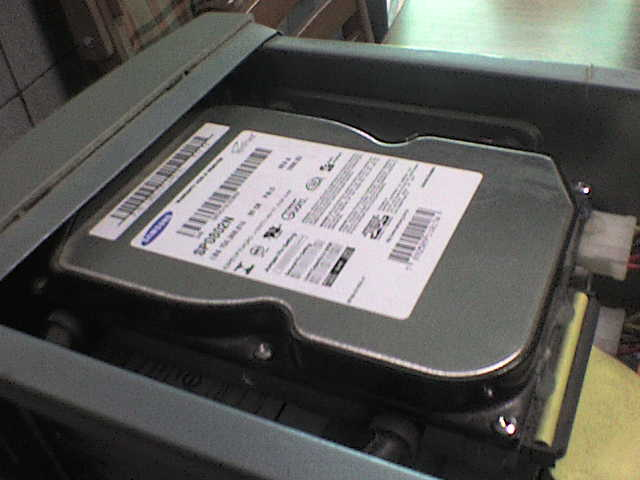
القرص الصلب

تهيئة القرص (بالإنجليزية: Disk formatting)، هي عملية تجهيز جهاز تخزين البيانات مثل القرص الصلب، أو القرص ذو الحالة الصلبة (SSD)، أو القرص المرن، أو بطاقة الذاكرة، أو ذاكرة فلاش USB للاستخدام الأولي. في بعض الحالات، قد تشمل عملية التهيئة إنشاء نظام ملف أو أكثر جديد على الجهاز. يُطلق على الجزء الأول من عملية التهيئة الذي يقوم بتحضير الوسيط الأساسي غالبًا اسم "تهيئة منخفضة المستوى" (low-level formatting). 
الجزء الثاني من العملية، والمعروف باسم "التقسيم" (partitioning)، فيتم فيه تقسيم الجهاز إلى عدة أجزاء فرعية، وأحيانًا كتابة معلومات تسمح لنظام التشغيل بالإقلاع من هذا الجهاز. أما الجزء الثالث، الذي يُطلق عليه عادة "تهيئة عالية المستوى" (high-level formatting)، يشير في الغالب إلى إنشاء نظام ملفات جديد. في بعض أنظمة التشغيل، يمكن دمج كل هذه العمليات أو تكرارها على مستويات مختلفة، ويُفهم مصطلح "تهيئة" على أنه عملية تجهيز وسيط تخزين جديد بشكل كامل ليصبح قادرًا على تخزين الملفات.
بعض برامج التهيئة تسمح بالتمييز بين تهيئة سريعة (quick format)، التي لا تمحو جميع البيانات الموجودة، وخيار طويل المدة (long format) الذي يمحو كل البيانات.
كقاعدة عامة، التهيئة الافتراضية للقرص تترك معظم البيانات الموجودة أو كلها على الوسيط التخزيني، وبعض هذه البيانات قد يكون قابلًا للاسترداد باستخدام أدوات خاصة أو صلاحيات متقدمة.⁶ أما الأدوات الخاصة فبإمكانها إزالة بيانات المستخدم عن طريق الكتابة فوق كل الملفات والمساحة الحرة مرة واحدة فقط.

## التاريخ
تُعد الكتلة، وهي عدد متتالي من البايتات، أصغر وحدة تخزين تُقرأ وتُكتب على القرص بواسطة برنامج تشغيل القرص. كانت أولى محركات الأقراص تستخدم أحجام كتل ثابتة، مثل وحدة تخزين آي بي إم 350 في أواخر خمسينيات القرن العشرين، التي كانت حجم كتلتها 100 حرف بستة بتات لكل حرف. لكن بدءًا من جهاز آي بي إم 1301، طرحت IBM أنظمة فرعية تتميز بأحجام كتل متغيرة، بحيث يمكن لمسار معين أن يحتوي على كتل بأحجام مختلفة. وسعت أنظمة تخزين نظام آي بي إم / 360 وأجهزة التخزين ذات وصول مباشر هذا المفهوم من خلال نظام العد والمفتاح والبيانات (Count Key Data - CKD) ولاحقًا نظام العد والمفتاح والبيانات الموسع (Extended Count Key Data - ECKD). ومع ذلك، توقف استخدام أحجام الكتل المتغيرة في الأقراص الصلبة خلال التسعينيات، وكان من بين آخر الأقراص التي دعمت هذه التقنية هو آي بي إم 3390، الذي أعلن عنه في مايو 1993.
تظهر الأقراص الصلبة الحديثة، مثل محركات Serial Attached SCSI (SAS) وSerial ATA (SATA)، على واجهاتها كمجموعة متجاورة من كتل ذات حجم ثابت؛ لفترة طويلة كان حجم الكتلة 512 بايت، لكن ابتداءً من عام 2009 وتزايدًا حتى عام 2011، بدأت جميع الشركات الكبرى المصنعة للأقراص الصلبة بإطلاق منصات تستخدم التنسيق المتقدم (Advanced Format) الذي يعتمد على كتل منطقية بحجم 4096 بايت.
عادةً ما تستخدم الأقراص المرنة أحجام كتل ثابتة، لكن هذه الأحجام تعتمد على نظام تشغيل المضيف وطريقة تفاعله مع وحدة التحكم، لذا قد يختلف حجم الكتلة لنفس نوع الوسيط (مثل قرص 5¼ إنش DSDD) بحسب نظام التشغيل ووحدة التحكم. تستخدم الأقراص الضوئية بشكل عام أحجام كتل ثابتة فقط.